# Грех Адама и Евы
«Грех Адама и Евы» (исп. El pecado de Adán y Eva) — мексиканский фильм 1969 года режиссёра Мигеля Сакариаса. Фильм пересказывает библейскую историю Адама и Евы. Мексиканский профессиональный актёр Хорхе Риверо сыграл Адама, непрофессиональная актриса Кэнди Уилсон сыграла Еву. Других актёров в фильме нет. Фильм в основном немой, герои много жестикулируют, а из слов знают только свои имена. В фильме есть вступительное повествование, а также голос Бога, произносящий несколько фраз с небес, и несколько реплик Змея-искусителя.

## Сюжет
После своего сотворения Адам беззаботно проводит время в Эдемском саду. Чуть позже он встречается там с Евой, которой предстоит стать его спутницей, после чего он знакомит её с жизнью в тропическом раю.
Однажды Змей пытается соблазнить Еву, склонив её попробовать плод с Древа познания, но Адам в ужасе отвергает предложение Евы попробовать плоды дерева. Чуть позже, со второй попытки, Змей преуспевает, и Ева с Адамом едят плоды, после чего сближаются физически.
Вскоре после этого они сознают себя нагими, и пытаются свою наготу прикрыть. Затем надвигается непогода, и герои изгоняются из рая. Они оба бродят поодиночке по полупустынному ландшафту, где им самостоятельно приходится искать пищу и укрытие от непогоды. Их поиски друг друга заканчиваются воссоединением.

## Критика
Фильм был принят критикой холодно, поскольку Риверо и Уилсон появляются полностью обнажёнными на протяжении бо́льшей части фильма.